# 劉芳 (清朝)
刘芳（？—？），正白旗人，清朝政治人物。

## 生平
康熙四十一年（1702年）接替卫台揆任漳州府知府一职，康熙四十四年(1705年)由赵完璧接任。